# 仙納度屋

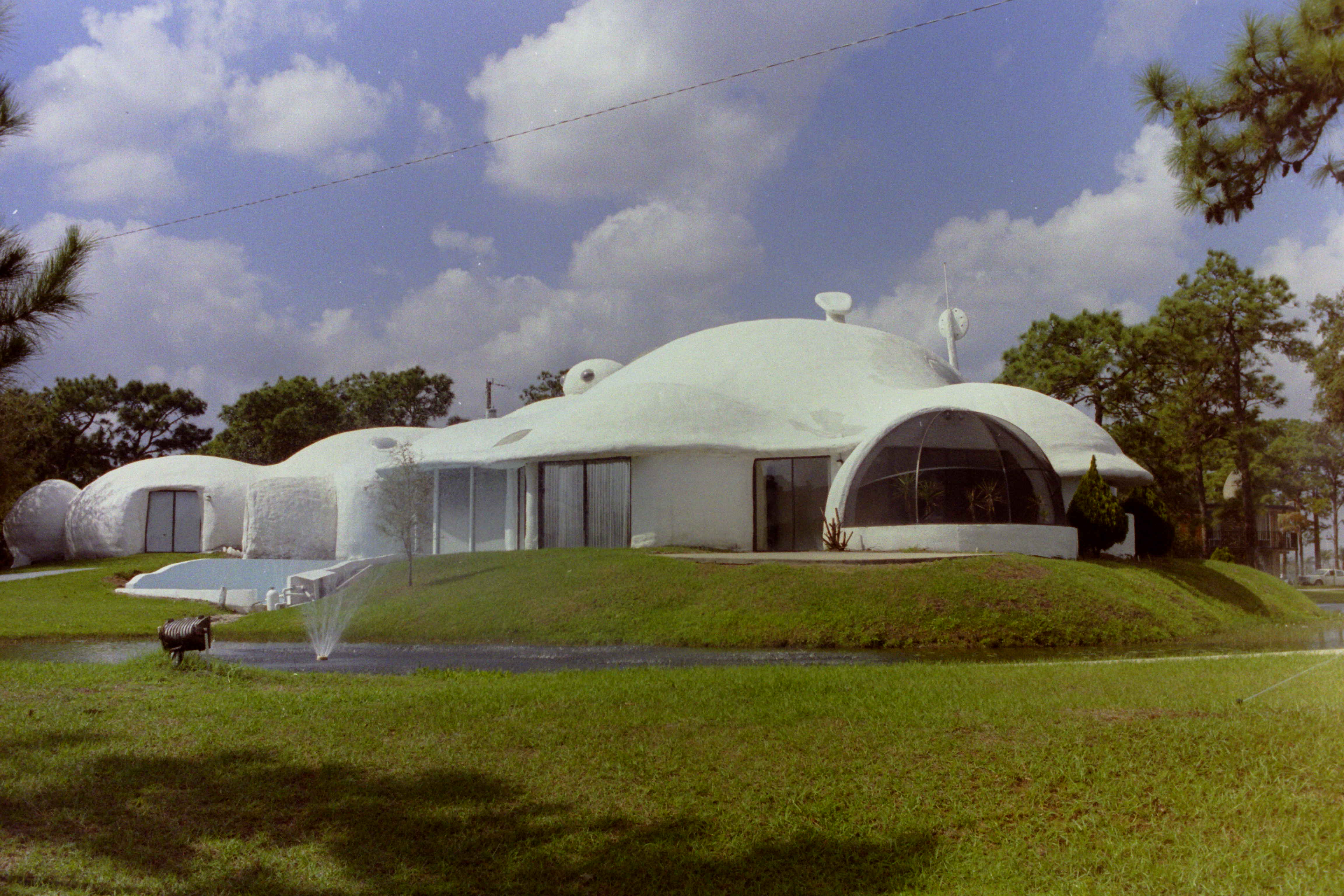
1990年佛罗里达州基西米市的仙納度屋外观

仙纳度屋（英文：Xanadu Houses，又稱上都屋）是一系列建構在美國的實驗性家居住宅，以電腦與自動化技術為設計主體。這個建築計畫從1979年動工，直至到1980年代初期就已經有三間房子蓋好，分別坐落於科羅拉多州的基西米、威斯康辛州的威斯康辛德爾斯，以及田納西州的加特林堡。這些房子以嶄新的結構和設計技術見稱，並在80年代時成為熱門的旅遊勝地。
仙纳度屋的特別之處在於它以聚氨酯泡沫隔熱材料造成的結構，有別於一般建築物以混凝土作為建築材料。這種物料使建造過程變得快捷、方便，而且合乎成本效益。房子以人因工程學的角度設計，並包含著最原始的智能家居系統。位於基西米的仙纳度屋在三間房子之中最為受歡迎，最高峰時期每天參觀人數高達1000人，由美國建築師羅伊·梅森所建。在威斯康辛德爾和斯加特林堡的兩間房子在1990年代初關閉繼而拆掉，而剩下的一間則在1996年停止運作，並在2005年步前兩間房子的後塵，遭受壞拆毀的命運。

## 外部連結
- 1982 Compute Magazine Article （页面存档备份，存于） "Using Computers in the Home"
- Website about Xanadu, with forum （页面存档备份，存于）
- Xanadu home of the future yahoo group
- Xanadu : Home of the future （页面存档备份，存于）
- 2005 photos of the demolition of Xanadu （页面存档备份，存于）
- Xanadu - Demolished October 7-10, 2005  （页面存档备份，存于） — 2005 photos of the demolished Xanadu
- Xanadu Photo Gallery （页面存档备份，存于） — Photos of Xanadu from July, 1994
- Kissimmee's Xanadu as of 2004 （页面存档备份，存于） — Urban Explorers photos of Xanadu in 2004.
- 3 minute Xanadu video showing the Xanadu tour （页面存档备份，存于） (QuickTime movie)
- The Dilbert Ultimate House （页面存档备份，存于）, a very similar project
- JETSETMODERN's picture